# St. Johannis (Malchin)

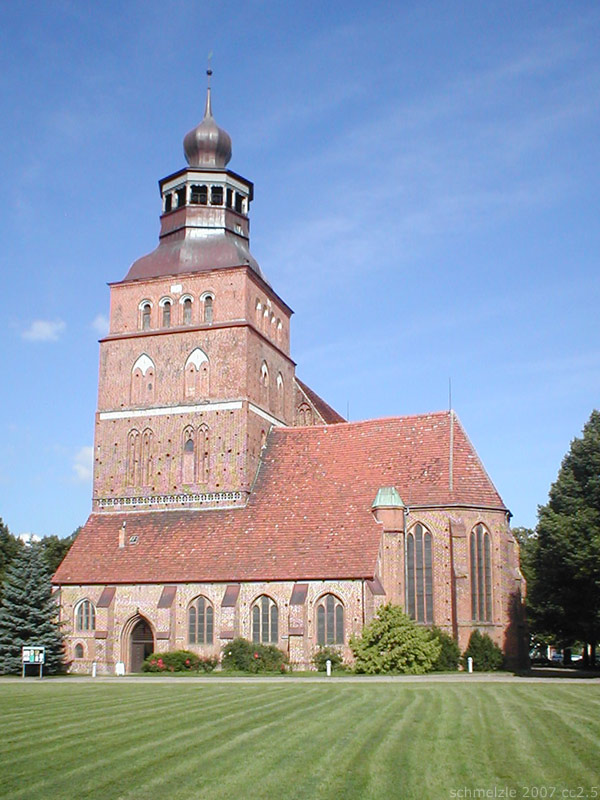
St.-Johannis-Kirche (Blick von Westen auf den Turm)

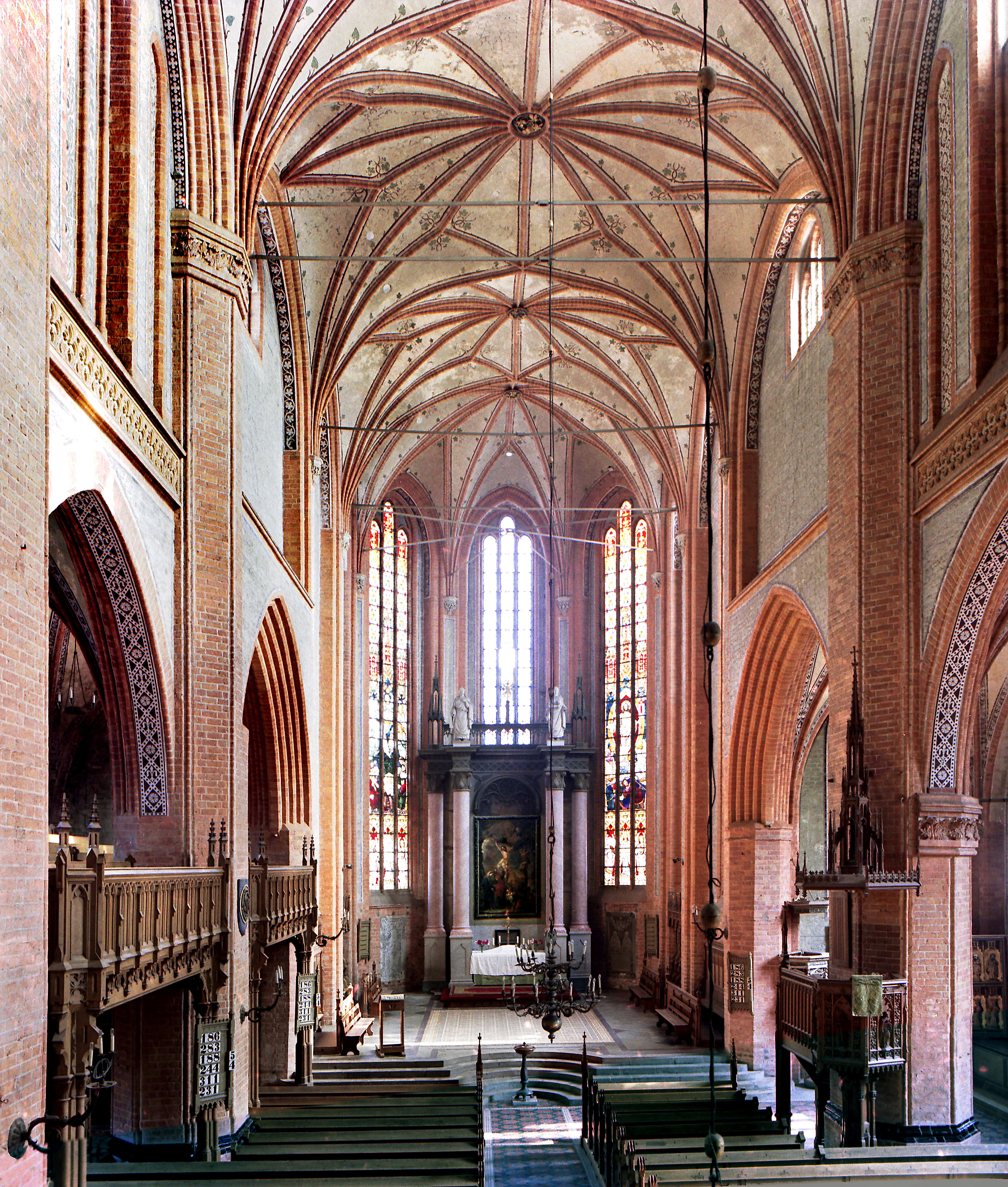
Johanniskirche Malchin, Blick zum Chor

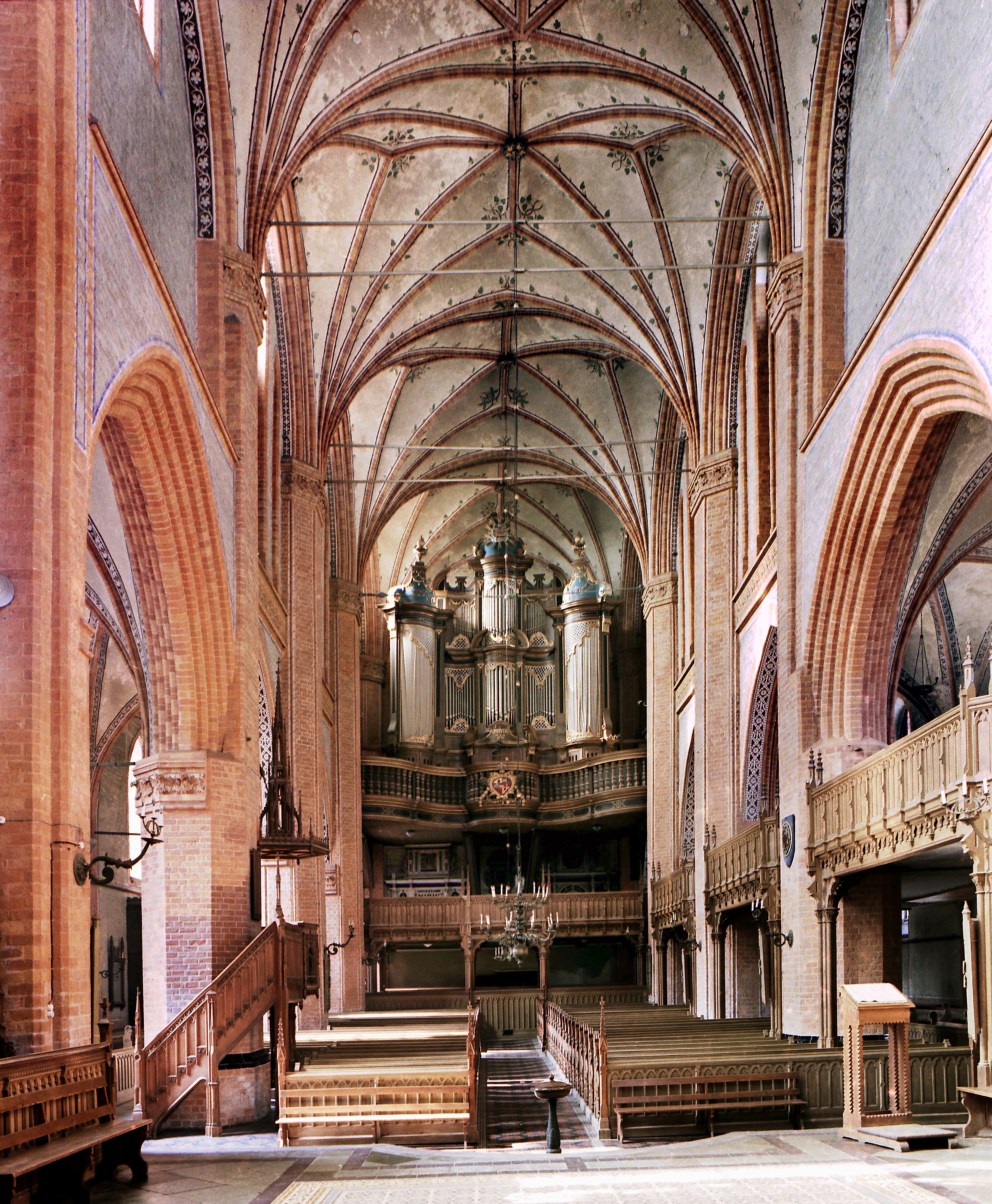
Johanniskirche Malchin, Blick zur Orgel

Die St.-Johannis-Kirche in Malchin ist ein typischer Bau der  Norddeutschen Backsteingotik. Sie befindet sich in der mecklenburgischen Stadt Malchin im Landkreis Mecklenburgische Seenplatte und ist die Kirche der Evangelisch-lutherischen Domgemeinde der Propstei Rostock im Kirchenkreis Mecklenburg der Evangelisch-Lutherischen Kirche in Norddeutschland (Nordkirche).

## Geschichte
Die Kirche gehörte ehemals zur Diözese des Bistums Cammin. Sie ist ein Ersatzbau für den romanischen Erstbau, der im Jahr 1397 abbrannte. Dabei wurde das ursprüngliche Bauwerk bis auf wenige Grundmauern zerstört. Diese integrierten die Baumeister in den gotischen Neubau. Vermutlich wurden bei dem Brand auch alle Einrichtungsgegenstände zerstört. Der Neubau wurde im Jahr 1440 eingeweiht. Bis zur Reformation befanden sich neben dem Marienaltar noch 29 weitere Altäre in dem Gebäude, die im Laufe der Zeit jedoch verloren gingen. Im 19. Jahrhundert gestaltete die Kirche den Innenraum des Gebäudes neu. Die Emporen, das Kirchengestühl sowie die Kanzel sind im 21. Jahrhundert noch vorhanden. 1830 stellte die Kirchengemeinde einen neuen Altar im Chorraum auf und brachte den Marienaltar in die Seitenkapelle. Mit Mitteln der Zeit-Stiftung wurden das Dach und die Fassade von Haupt- und Nordseitenschiff der Kirche sowie die Orgel restauriert.

## Architektur
Die Kirche wurde als dreischiffige Basilika im Stil der Backsteingotik erbaut. Die Kirche besteht aus dem 42 Meter langen und 22 Meter hohen Langhaus mit vier Jochen, dem Chor mit dreiseitigem Chorschluss (5/8-Schluss) mit einem Joch, der Vorhalle mit fünf Jochen und dem Westturm. Der 67 Meter hohe Kirchturm kann bestiegen werden. Er steht nicht in der Mittellinie der Kirche, sondern an der Nordwestecke der Kirche vor dem nördlichen Seitenschiff. Eine Seitenkapelle der Kirche wird von der Gemeinde auf Grund einer dort eingebauten Heizung als Winterkirche genutzt.

## Ausstattung

### Hauptaltar, Kanzel und Empore
Der Maler Wilhelm Krüger kopierte 1824 in der Hofkirche in Dresden das Altargemälde der Kreuzkapelle, die Kreuzigung Christi von Charles Hutin, für den neuen Hochaltar der St.-Johannis-Kirche.
Innen befinden sich ein großer Schnitzaltar, eine hölzerne Renaissance-Kanzel von Hans Boeckler (1571), Statuen der vier Evangelisten in den Nischen, die große hölzerne Triumphkreuzgruppe (um 1400), ein romanischer Taufstein und die hölzernen Epitaphien auf der Empore von 1599 bzw. 1676.

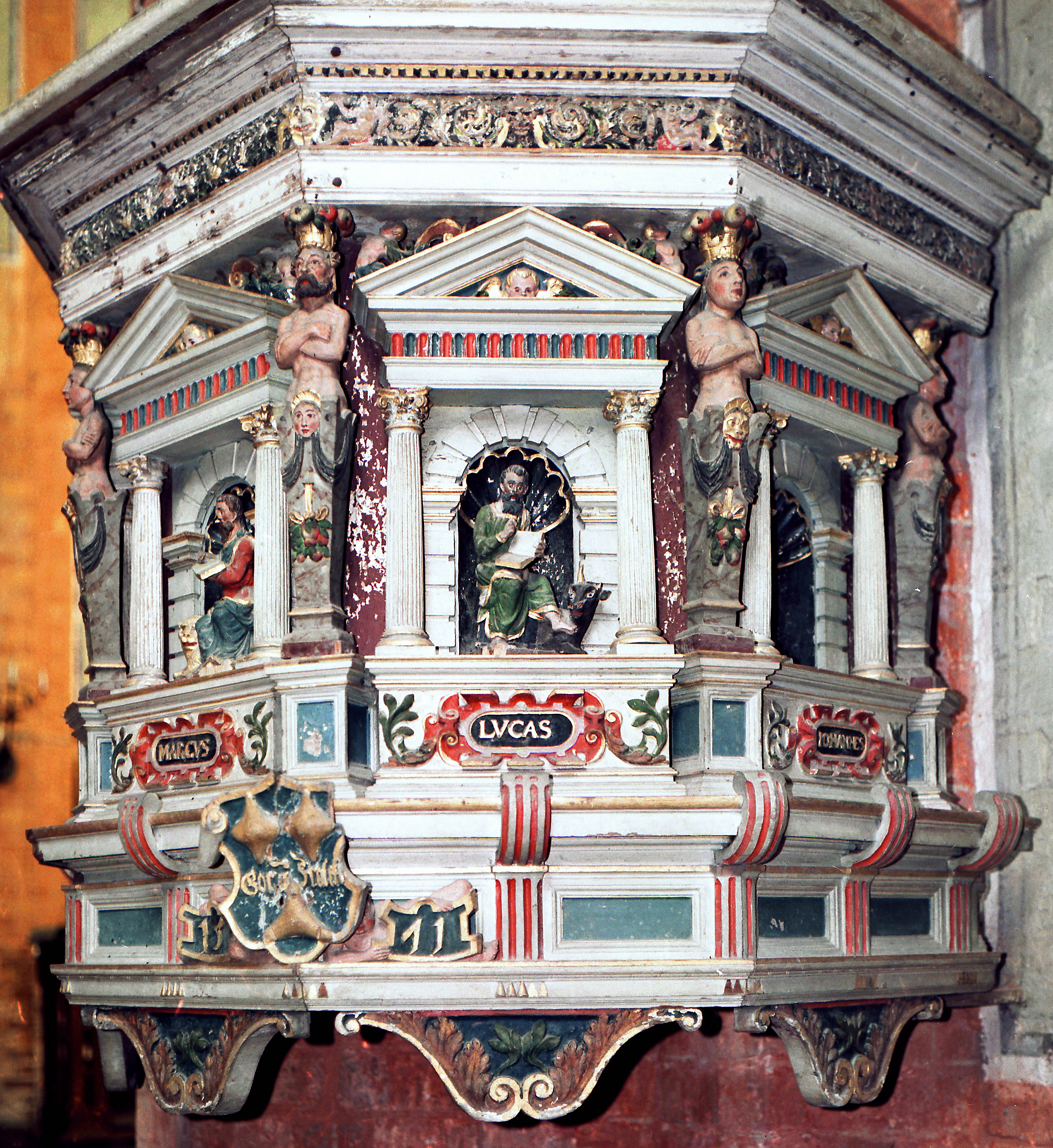
Korb der Renaissance-Kanzel
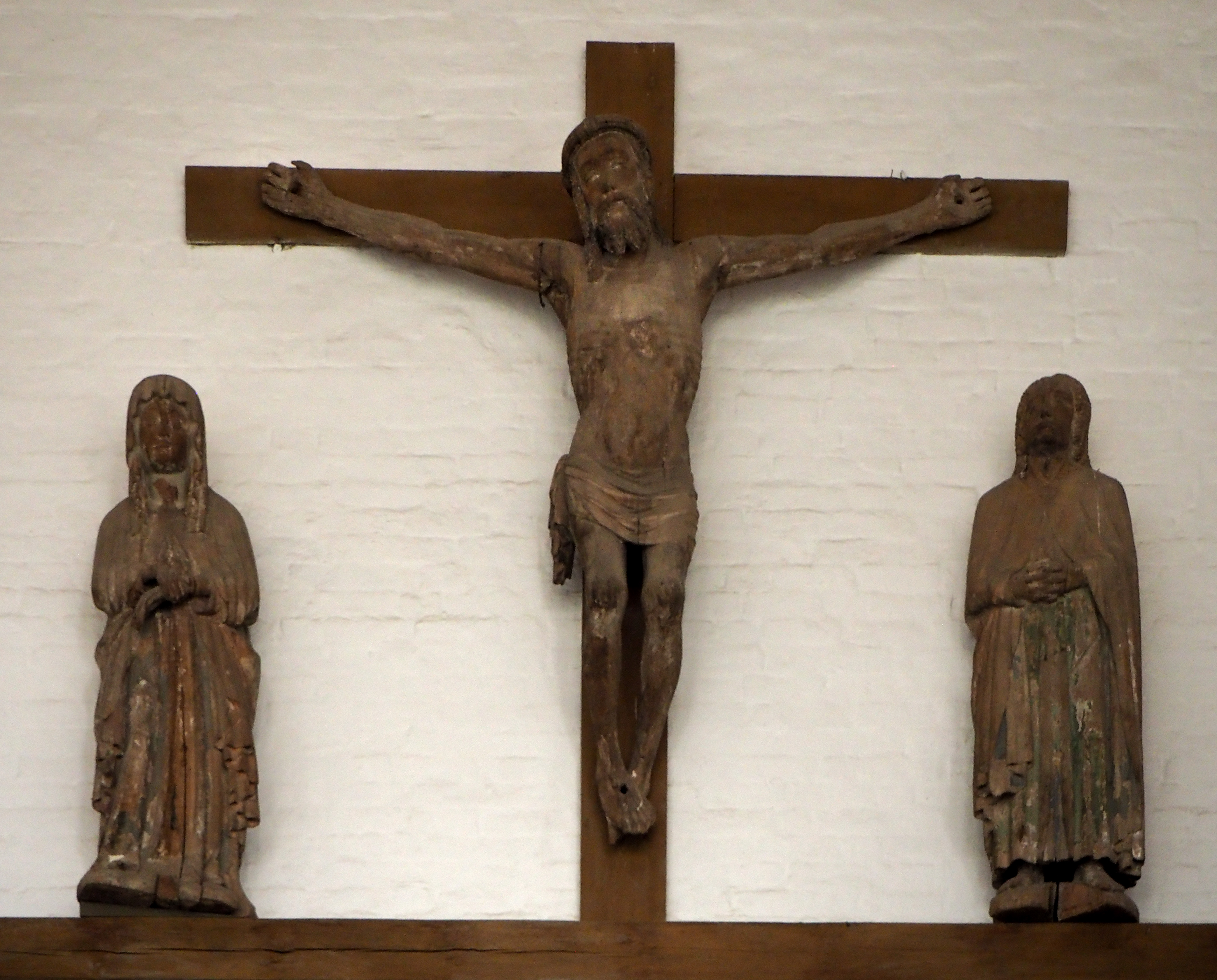
Kreuzigungsgruppe
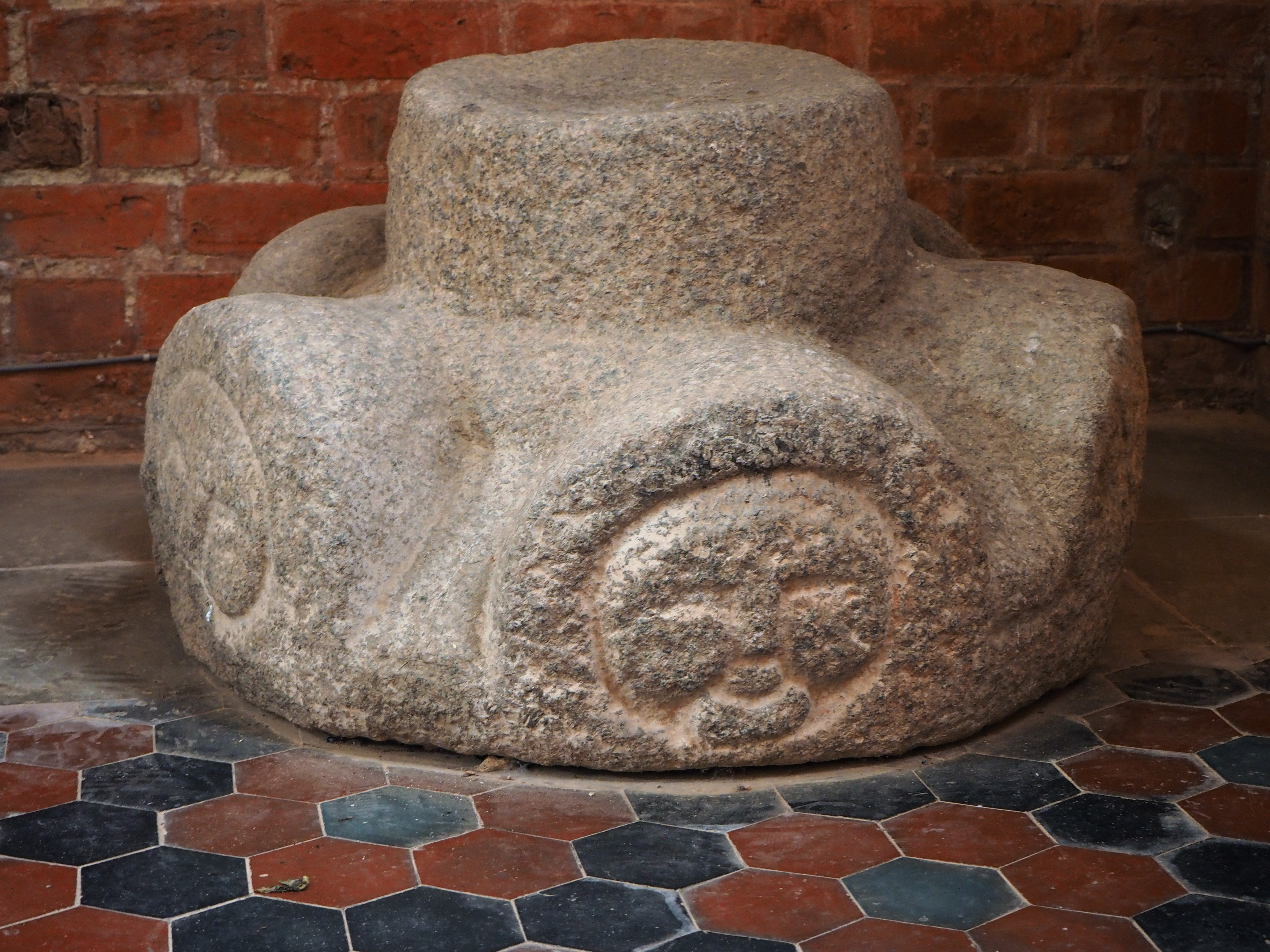
Romanischer Taufstein

### Marienaltar
In einer Seitenkapelle der Kirche befindet sich der Marienaltar aus dem 15. Jahrhundert, der einem unbekannten Meister aus einer Lübecker Werkstatt zugeschrieben wird. Er stammt damit aus derselben Zeit als die Kirchengemeinde das Bauwerk nach dem großen Brand wieder hergestellt hatte. Mit der Neugestaltung des Bauwerks stand er im Laufe der nächsten Jahrzehnte an wechselnden Plätzen innerhalb der Kirche. Vor rund 100 Jahren erfolgte eine Sicherungsrestaurierung. In den 1990er Jahren ließ die Gemeinde die Seitenkapelle neu ausmalen und stellte nun auch den Marienaltar an der Südwand auf.
Das gotische Pentaptychon besteht aus einem Mittelschrein und zwei beweglichen Flügelpaaren an seinen Seiten. Dadurch werden insgesamt drei Schauseiten ermöglicht: zwei mit Tafelbildern und eine Festtagsseite mit vergoldeten Schnitzfiguren.

#### Schauseite mit geschlossenen Flügeln
Auf den Rückseiten der beiden Außenflügel sind Maria und Jesus dargestellt. Auf einem Flügel wendet sie sich Jesus zu, auf dem anderen ist er auf einem Thron sitzend abgebildet.

#### Schauseite mit geöffneten Außenflügeln
Werden die Flügel hingegen geöffnet, so wird die „Alltagsseite“ sichtbar. Sie wurde sowohl in früherer Zeit wie auch in der Neuzeit immer dann gezeigt, wenn kein hohes Kirchenfest anstand. Die Gemälde zeigen Szenen aus dem Leben Johannes des Täufers sowie dem Evangelisten Johannes und der Passion Christi. Jede Figur wird dabei in einem Zyklus von vier Bildern dargestellt, wobei auch hier Christus und Maria im Mittelfeld zu sehen sind. Interessant ist dabei, dass sich die „Lesereihenfolge“ innerhalb der Viererszenen unterscheiden. Experten schließen ein Versehen der Werkstatt aus, denn auch andere Flügelaltäre tragen dieses Merkmal, beispielsweise das Werk von Bildschnitzers Jan Borman aus dem Jahr 1522 in der Pfarrkirche St. Marien in Güstrow.
Die vier Gemälde im linken Flügel sind in ihrer logischen Reihenfolge übereinander angeordnet. Oben links befindet sich das erste Bild, rechts daneben das zweite. In der darunter liegenden Reihe ist das dritte und vierte Bild angeordnet. Es zeigt Johannes den Täufer bei einer Predigt zu Menschen in der Wüste. In seiner Hand trägt er eine Schriftrolle mit den Worten aus dem Alten Testament, in der anderen eine Laterne, die auf Christus als das Licht der Welt hinweisen könnte. Es folgt ein Bild mit der Anklage Johannes durch König Herodes Antipas, gefolgt von der Enthauptung Johannes. Das letzte Bild zeigt seine Tochter, die den Kopf ihres Vaters aus einem Tablett zu ihrer Mutter Herodias bringt. Die nächsten beiden Zyklen beginnen unten rechts und verlaufen im Uhrzeigersinn. Sie zeigen die Geißelung Jesu, die Verspottung Jesu, sowie in zwei Bildern seine Kreuzigung. Die vier Bilder auf dem rechten Mittelteil handeln von der Geburt Jesu. Sie zeigen die Verkündigung an Maria, die Geburt Christi sowie die Anbetung durch die Heiligen drei Könige. Das vierte und letzte Bild stellt Jesu im Tempel dar.
Der Zyklus rechts außen ist hingegen anders aufgebaut. Das erste Bild befindet sich unten rechts, das zweite oben links, gefolgt von dem dritten Bild oben rechts und dem Schlussbild unten links. Sie handeln vom Leben des Johannes. Das erste Gemälde zeigt ihn, wie er sich im Artemistempel in Ephesus weigert, zu opfern. Anschließend ist seine Gefangennahme durch den Kaiser Domitian zu sehen, der ihn in einem Kessel mit heißem Öl sterben sehen will. Das Öl verwandelt sich jedoch in Wasser und Johannes steigt verjüngt heraus. Er wird daraufhin auf die Insel Patmos verbannt, was im darauf folgenden Bild zu sehen ist. Das letzte Gemälde stellt seine Rückkehr nach Ephesus dar, wo er Druisiana zum Leben erweckt.

#### Schauseite mit geöffneten Innenflügeln
Die Schnitzseite wurde ursprünglich nur zu kirchlichen Hochfesten wie Weihnachten oder Ostern gezeigt. Das zentrale Element ist die Krönung Mariens und zeigt Maria neben Jesus Christus unter einem Baldachin, begleitet von drei Engeln. Um die Krönungsszene sind insgesamt 36 Heilige in zwei Reihen angeordnet. Zwar ist die dahinter befindliche Schrift weitgehend verblasst, durch die ikonografischen Heiligenattribute lassen sich die Figuren jedoch recht genau zuordnen. In der oberen linken Reihe sind zu sehen (von links nach rechts): Erzengel Michael, Lukas der Evangelist, Apostel und Evangelist Matthäus, Judas Thaddäus, Simon Kananäus, Bartholomäus, Andreas, Simon Petrus und Johannes der Täufer. Rechts vom Mittelteil befinden sich in der oberen Reihe der Apostel und Evangelist Johannes, Paulus von Tarsus, Jakobus, Matthias, Philippus, Jakobus, Thomas, Markus sowie Sankt Georg.
In der unteren Reihe sind von links nach rechts Birgitta von Schweden, Gertrud von Nivelles, Sankt Dorothea, Agnes von Rom, Katharina von Alexandrien, Maria Magdalena, Stephanus, Otto von Bamberg sowie Gregor der Große zu sehen. Rechts des Mittelteils stehen Nikolaus von Myra, Martin von Tours, Laurentius von Rom, Margareta von Antiochia, Cäcilia von Rom, Ursula von Köln, Apollonia von Alexandria, Barbara von Nikomedien sowie Elisabeth von Thüringen.

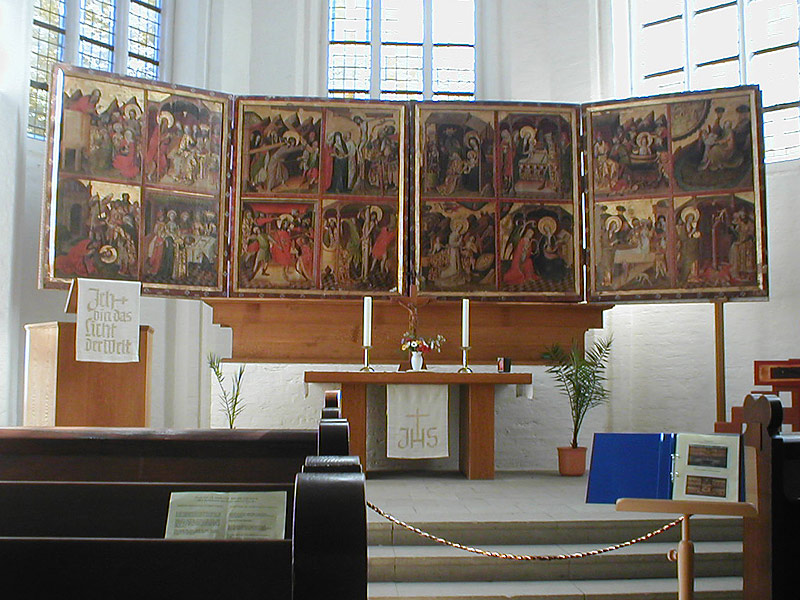
Schauseite mit geöffneten Außenflügeln
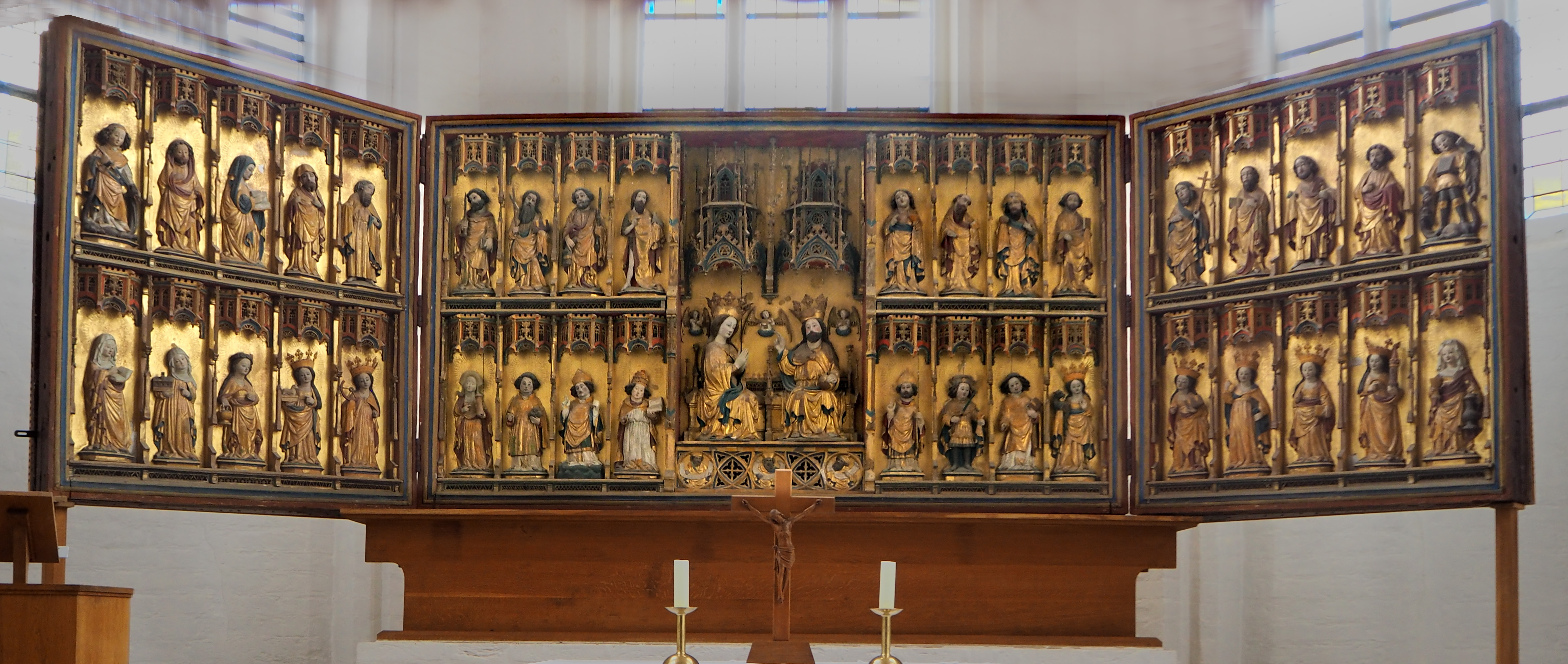
Schauseite mit geöffneten Innenflügel
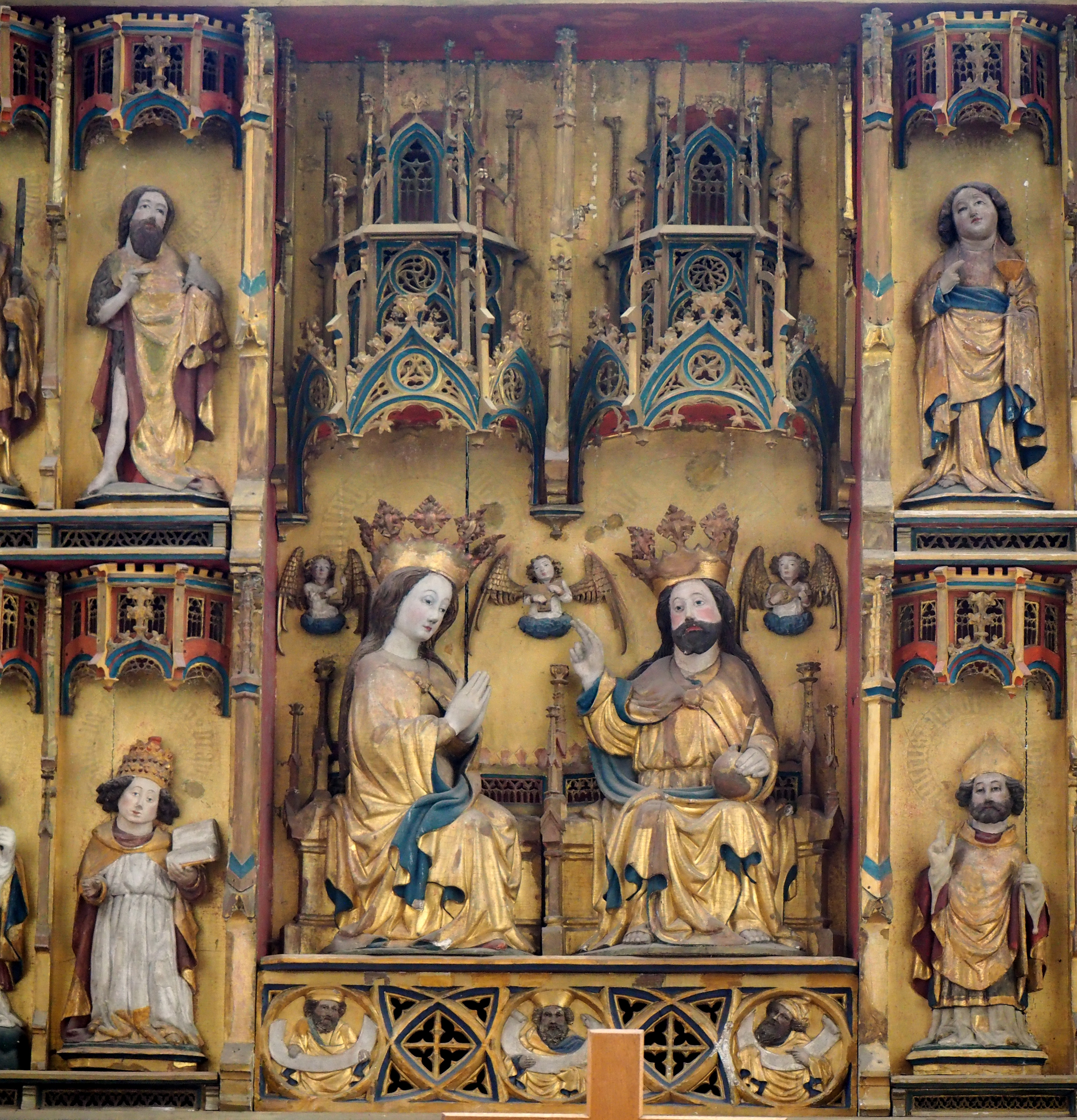
Marienkrönung als zentrales Element

## Orgel
Hinter dem barocken Orgelprospekt von Paul Schmidt aus dem Jahr 1782 ist eine 1878 von Friedrich Friese III gefertigte Orgel. Das mechanische Schleifladen-Instrument hat 28 Register auf zwei Manualen und Pedal.
| I Hauptwerk C–f3 |             |       |
| 1.               | Bordun      | 16′   |
| 2.               | Principal   | 8′    |
| 3.               | Gedackt     | 8′    |
| 4.               | Doppelflöte | 8′    |
| 5.               | Gamba       | 8′    |
| 6.               | Octave      | 4′    |
| 7.               | Spitzflöte  | 4′    |
| 8.               | Quinte      | 2 ⁄3′ |
| 9.               | Octave      | 2′    |
| 10.              | Mixtur III  |       |
| 11.              | Trompete    | 8′    |

| II Schwellwerk C–f3 |                 |     |
| 12.                 | Liebl. Gedackt  | 16′ |
| 13.                 | Geigenprincipal | 8′  |
| 14.                 | Liebl. Gedackt  | 8′  |
| 15.                 | Zartflöte       | 8′  |
| 16.                 | Viola d’amour   | 8′  |
| 17.                 | Octave          | 4′  |
| 18.                 | Rohrflöte       | 4′  |
| 19.                 | Flauto traverso | 8′  |
| 20.                 | Clarinette      | 8′  |

| Pedal C–d1 |               |     |
| 21.        | Principalbass | 16′ |
| 22.        | Majorbass     | 16′ |
| 23.        | Subbaß        | 16′ |
| 24.        | Principalbass | 8′  |
| 25.        | Bassflöte     | 8′  |
| 26.        | Violoncello   | 8′  |
| 27.        | Octave        | 4′  |
| 28.        | Posaune       | 16′ |

- Koppeln: II/I, I/P

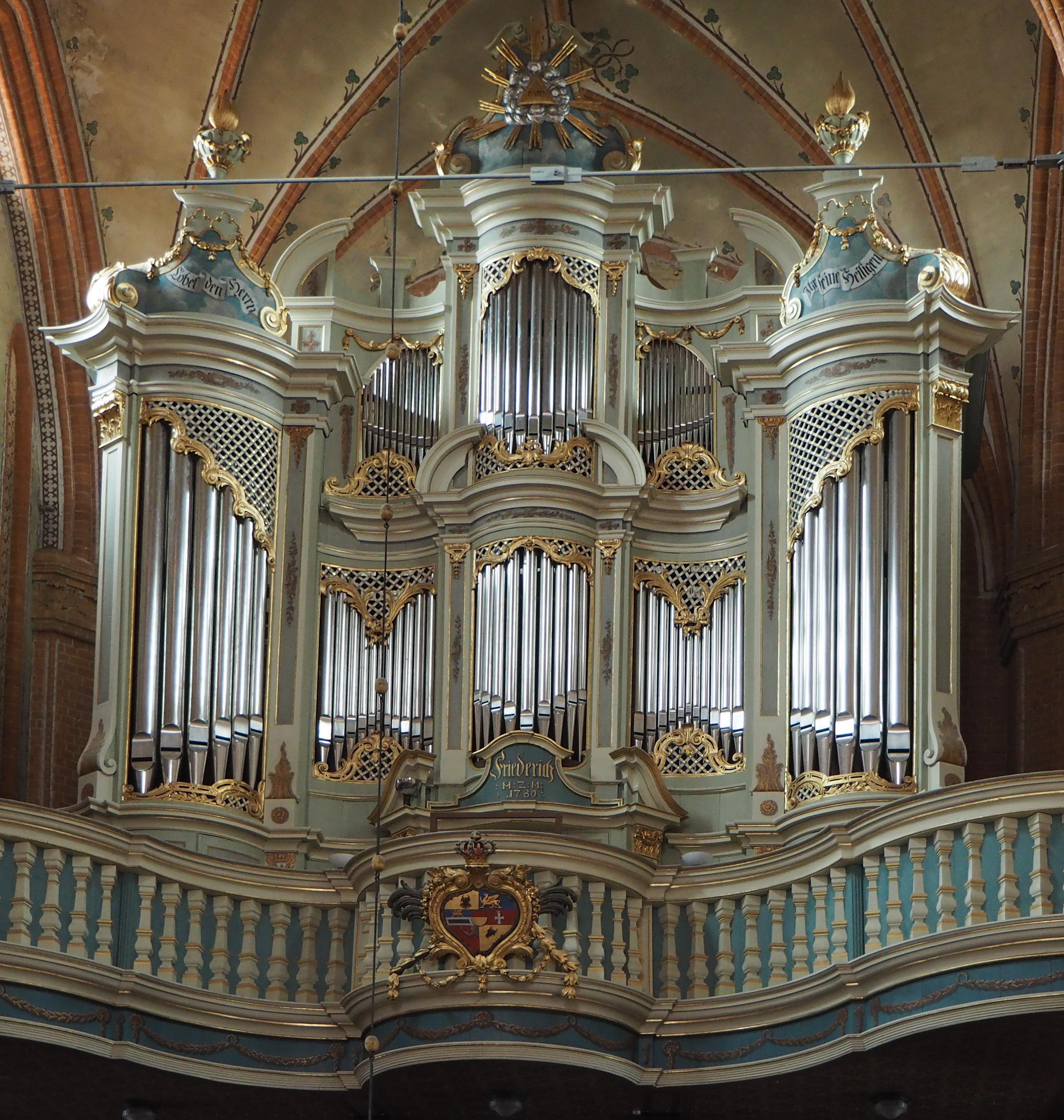
Johanniskirche Malchin, Orgelprospekt von 1782

- Spielhilfen: Forte, Piano, Calcant

## Glocken-Ritzzeichnungen
Die 1481 gegossene Glocke hat seltene, kunsthistorisch bedeutsame Glocken-Ritzzeichnungen, die in einem Werk der Kunsthistorikerin Ingrid Schulze  gewürdigt werden.